# Enoch Sontonga
Enoch Mankayi Sontonga, född cirka 1873 i staden Uitenhage i östra Kapkolonin, död 18 april 1905 i Johannesburg, Transvaal i nuvarande Sydafrika. Sontonga var en lärare och kompositör av xhosa-ursprung. Han utbildade sig till lärare i Lovedale och arbetade sedan som sådan, och även som körledare, i metodisternas missionsskola i Nancefield, nära Johannesburg, under åtta år. Sontonga komponerade 1897 Nkosi Sikelel' iAfrika, som är nationalsång i Sydafrika, Tanzania och Zambia. Det har även varit ANC:s signaturmelodi sedan 1925.